# Station Wolin
Station Wolin Pomorski is een spoorwegstation in de Poolse plaats Wolin.